# Equatoriaal-Guinea op de Olympische Zomerspelen 1992
Equatoriaal-Guinea nam deel aan de Olympische Zomerspelen 1992 in Barcelona, Spanje. Het was de derde deelname van het land aan de spelen. Men zond 7 atleten, maar men wist geen medailles te winnen.

## Deelnemers en resultaten

### Atletiek
| Olympiër            | Discipline | Resultaat | Prestatie                  |
| ------------------- | ---------- | --------- | -------------------------- |
| Gustavo Envela      | 100m (m)   | 37e       | serie 2: 4de in 10,65      |
| Juan Vicente Matala | 200m (m)   | DSQ       | serie 8: gediskwalificeerd |
| Eulogio Ngache      | 400m (m)   | 64e       | serie 1: 8ste in 50,83     |
| Emiliano Buale      | 800m (m)   | 53e       | serie 5: 7de in 1.58,95    |
| Bernardo Elonga     | 1500m (m)  | 48e       | serie 4: 11de in 4.25,78   |
|                     |            |           |                            |
| Magdalena Ansue     | 100m (v)   | DSQ       | serie 7: gediskwalificeerd |
| Juliana Obiong      | 200m (v)   | 48e       | serie 7: 7de in 27,65      |
| Juliana Obiong      | 400m (v)   | 41e       | serie 6: 7de in 1.03,32    |

Albanië · Algerije · Amerikaanse Maagdeneilanden · Amerikaans-Samoa · Andorra · Angola · Antigua en Barbuda · Argentinië · Aruba · Australië · Bahama's · Bahrein · Bangladesh · Barbados · België · Belize · Benin · Bermuda · Bhutan · Bolivia · Bosnië en Herzegovina · Botswana · Brazilië · Britse Maagdeneilanden · Bulgarije · Burkina Faso · Canada · Centraal-Afrikaanse Republiek · Chili · China · Chinees Taipei · Colombia · Congo-Brazzaville · Cookeilanden · Costa Rica · Cuba · Cyprus · Denemarken · Djibouti · Dominicaanse Republiek · Duitsland · Ecuador · Egypte · El Salvador · Equatoriaal-Guinea · Estland · Ethiopië · Fiji · Filipijnen · Finland · Frankrijk · Gabon · Gambia · Gezamenlijk team · Ghana · Grenada · Griekenland · Groot-Brittannië · Guam · Guatemala · Guinee · Guyana · Haïti · Honduras · Hongarije · Hongkong · Ierland · IJsland · India · Indonesië · Irak · Iran · Israël · Italië · Ivoorkust · Jamaica · Japan · Jemen · Jordanië · Kaaimaneilanden · Kameroen · Kenia · Koeweit · Kroatië · Laos · Lesotho · Letland · Libanon · Libië · Liechtenstein · Litouwen · Luxemburg · Madagaskar · Malawi · Malediven · Maleisië · Mali · Malta · Marokko · Mauritanië · Mauritius · Mexico · Monaco · Mongolië · Mozambique · Myanmar · Namibië · Nederland · Nederlandse Antillen · Nepal · Nicaragua · Nieuw-Zeeland · Niger · Nigeria · Noord-Korea · Noorwegen · Oeganda · Oman · Oostenrijk · Pakistan · Panama · Papoea-Nieuw-Guinea · Paraguay · Peru · Polen · Portugal · Puerto Rico · Qatar · Roemenië · Rwanda · Saint Vincent‑Grenadines · Salomonseilanden · Samoa · San Marino · Saoedi-Arabië · Senegal · Seychellen · Sierra Leone · Singapore · Slovenië · Soedan · Spanje · Sri Lanka · Suriname · Swaziland · Syrië · Tanzania · Thailand · Togo · Tonga · Trinidad en Tobago · Tsjaad · Tsjecho-Slowakije · Tunesië · Turkije · Uruguay · Vanuatu · Venezuela · Verenigde Arabische Emiraten · Verenigde Staten · Vietnam · Zaïre · Zambia · Zimbabwe · Zuid-Afrika · Zuid-Korea · Zweden · Zwitserland · Onafhankelijke olympische deelnemers